# 숭의재
숭의재는 대한민국 충청남도 금산군 군북면 일흔이재로 147에 있는 사당이다. 2011년 8월 16일 금산군의 향토유적 제15호로 지정되었다.

## 개요
숭의재는 고려말 홍문관 예문관 대제학(弘文館 藝文館大提學) 천안전씨대제학공파(天安全氏大提學公波) 전익(全翊)의 5세손 대호군(大護軍) 전충로(全忠老)를 배향한 사당이다. 전충로는 1498년(연산군 4) 무오사화(戊午士禍)와 1504년(연산군 10) 갑자사화(甲子士禍)가 일어나자 벼슬을 버리고 금산으로 입향(入鄕)하여 뿌리를 내렸다.숭의재는 1954년 개축하여 충효예교실로 병용(倂用)하고 있으며, 매년 10월 4일 시향을 올린다.